# География (Птолемей)

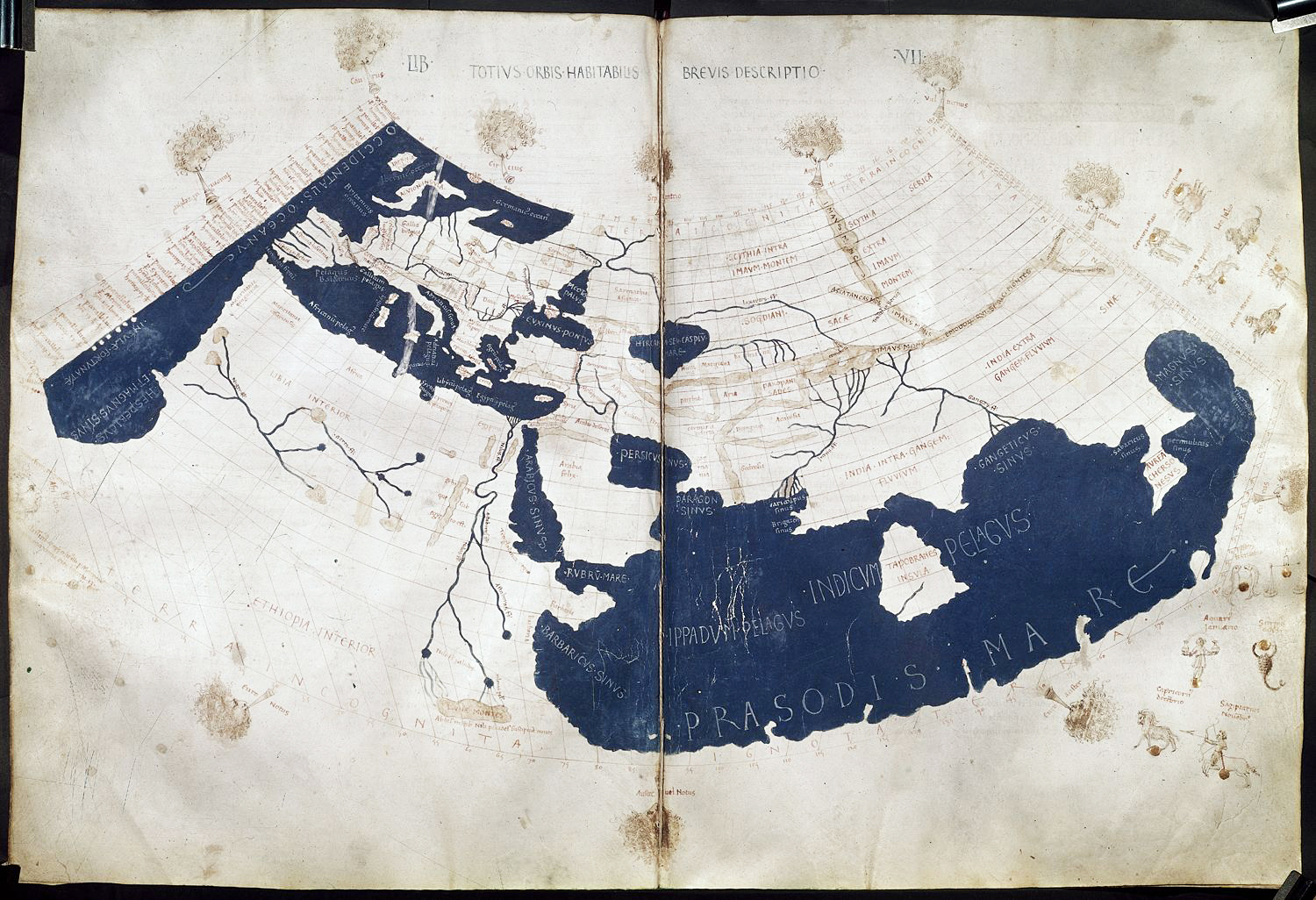
Карта Птолемея

«Руководство по географии» (др.-греч. Γεωγραφικὴ Ὑφήγησις) — труд древнегреческого учёного Клавдия Птолемея, содержащий перечень пунктов с указанием их географических координат. Работа Птолемея представляла собой материал для составления карты Земли. География Птолемея состояла из восьми книг.
Создана приблизительно в 150 году н.э. и частично основана на более старых источниках, например, Марина Тирского и Ганнона.

## Содержание
- 1 кн. (24 гл.) Посвящена отличию географии от хорографии (страноведения), понятию земного шара, а также долготы и широты.
- 2 кн. Описывает страны Западной Европы: Альбион (гл. 2), Испания (гл. 4—6), Галлия (гл. 7), Белгика (гл. 9), Нарбонская Галлия (гл. 10), Германия (гл. 11), Винделиция, Норик, Паннония и Иллирия.
- 3 кн. Описывает другие страны Европы: Италия, Корсика, Сардиния, Сицилия, Европейская Сарматия, Дакия, Мёзия, Фракия, Македония, Эпир, Ахайя, Пелопоннес и Крит.
- 4 кн. Описывает Африку: Ливия (гл. 1), Мавретания (гл. 2), Киренаика (гл. 3), Египет, Нумидия, Эфиопия и др.
- 5—7 кн. Описывает Азию: Кавказская Албания, Аравия, Армения, Каппадокия, Киликия, азиатская Сарматия (территория между Танаисом и Ра[3]), Серика, Сирия и др.

## История
В XIII веке византийский монах Максим Плануд после долгих розысков обнаружил экземпляр птолемеевской «Географии», но без карт. После падения Константинополя в 1453 году бежавшие от турок греки привезли с собою и этот труд. География была переведена на латынь и в 1466 монах-бенедиктинец немецкий космограф Николай Германус восстановил утраченные карты Птолемея, выполнив изображение в новой — трапециевидной — проекции. В 1477 году карты Германуса были гравированы и появились в болонском издании птолемеевской «Географии», которое стало первым печатным трудом Птолемея. Благодаря развитию печатного дела «География» Клавдия Птолемея и карты, составленные по его описаниям стали основным источником географических знаний в Европе и оказали колоссальное влияние на развитие цивилизации. Достоверно известно, что Христофор Колумб имел на своем штурманском столе географические карты Птолемея.

## Рукопись
Есть около трех (или более) архетипов известного нам сегодня текста, заимствованных из оригинальной рукописи Птолемея. Ни один (как и сам оригинал) до наших времен не сохранился. Мы знаем пятьдесят греческих копий. Все они имеют средневековое происхождение и много ошибок, слишком серьезных, чтобы быть виной автора. Как показывает исследование, тексты архетипов уже содержали многочисленные неточности, часто возникающие из-за некомпетентной «корректировки» координат переписчиками, а также из-за того, что они были написаны заглавными буквами (греческий алфавит) и позже были неправильно прочитаны. По мнению исследователей, это определяет время их создания от поздней античности до X века нашей эры.
Наиболее важные рукописи, сохранившиеся до наших дней, принадлежат византийскому ученому XIII века Максиму Плануду (ок. 1255—1305). Они частично исправлены, красиво оформлены и имеют воссозданные карты. У отдельных копий есть свои имена: «Урбинас» хранится в Библиотеке Ватикана, «Фабрициан» в Королевской библиотеке в Копенгагене, а «Сераглиенс» во дворце Топкапы в Стамбуле.

## Издания

### Список основных печатных изданий труда Клавдия Птолемея XV—XVI веков

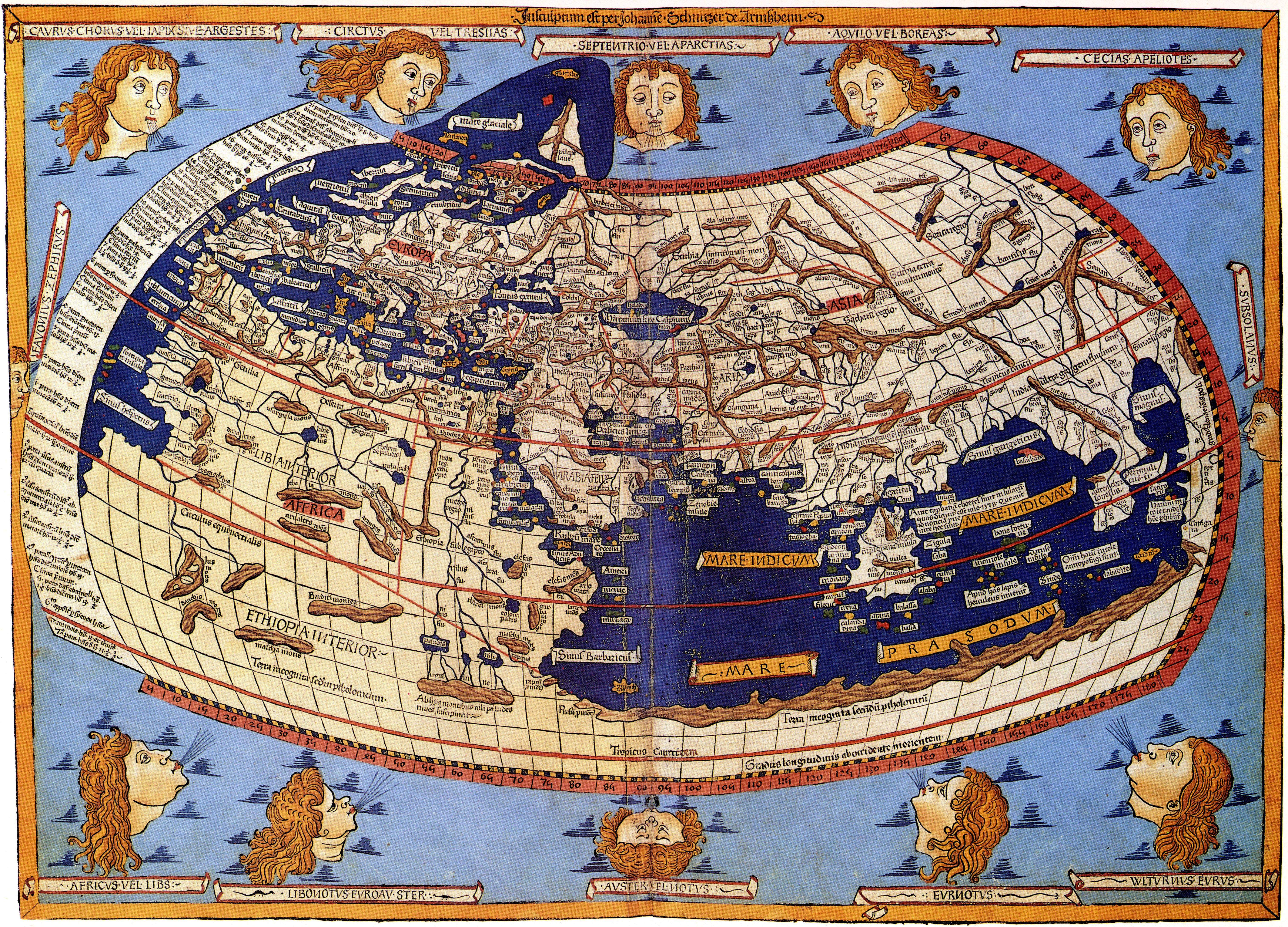
Космография Птолемея, выполненная картографом Николаем Германусом, 1482

- Болонья: 1477 — Первое печатное издание
- Рим: 1478, 1507, 1508
- Венеция: 1482, 1511, 1548, 1561, 1562, 1564
- Ульм: 1482
- Страсбург: 1513, 1520, 1522, 1525
- Нюрнберг: 1514
- Базель: 1540, 1541, 1542, 1545, 1552
- Ингольштадт: 1533
- Лион: 1535, 1541, 1546
- Париж: 1546[4]

### Издания на русском языке
- Клавдий Птолемей. Географическое руководство / Латышев В. В. Известия древних писателей о Скифии и Кавказе. Т. I. Греческие писатели. — СПб.: Императорская Академия наук, 1890. — С. 228—247.
  - Клавдий Птолемей. Географическое руководство / Латышев В. В. Известия древних писателей о Скифии и Кавказе. Ч. 1. Греческие писатели // Вестник древней истории. — 1948. — № 2. — С. 458—484.
- Клавдий Птолемей. Географическое руководство // Древняя Русь в свете зарубежных источников: Хрестоматия: Т. 1. Античные источники / Сост. А. В. Подосинов. — М.: Русский Фонд Содействия Образованию и Науке, 2009. — С. 181—195.
- Клавдий Птолемей. Руководство по географии // Античная география: Книга для чтения / Сост. М. С. Боднарский. — М.: Государственное издательство географической литературы, 1953. — С. 281—323.
- Клавдий Птолемей. Руководство по географии // История Африки. Хрестоматия. / Сост. С. Я. Берзина, Л. Е. Куббель. — М.: Наука, 1979. — С. 135—150.
- Клавдий Птолемей. Руководство по географии // История Африки в древних и средневековых источниках. Хрестоматия. / Сост. С. Я. Берзина, Л. Е. Куббель. — 2-е изд. — М.: Наука, 1990 — С. 145—149.